# كنيسة الحبل بلا دنس (سانتا كروث دي تينيريفه)

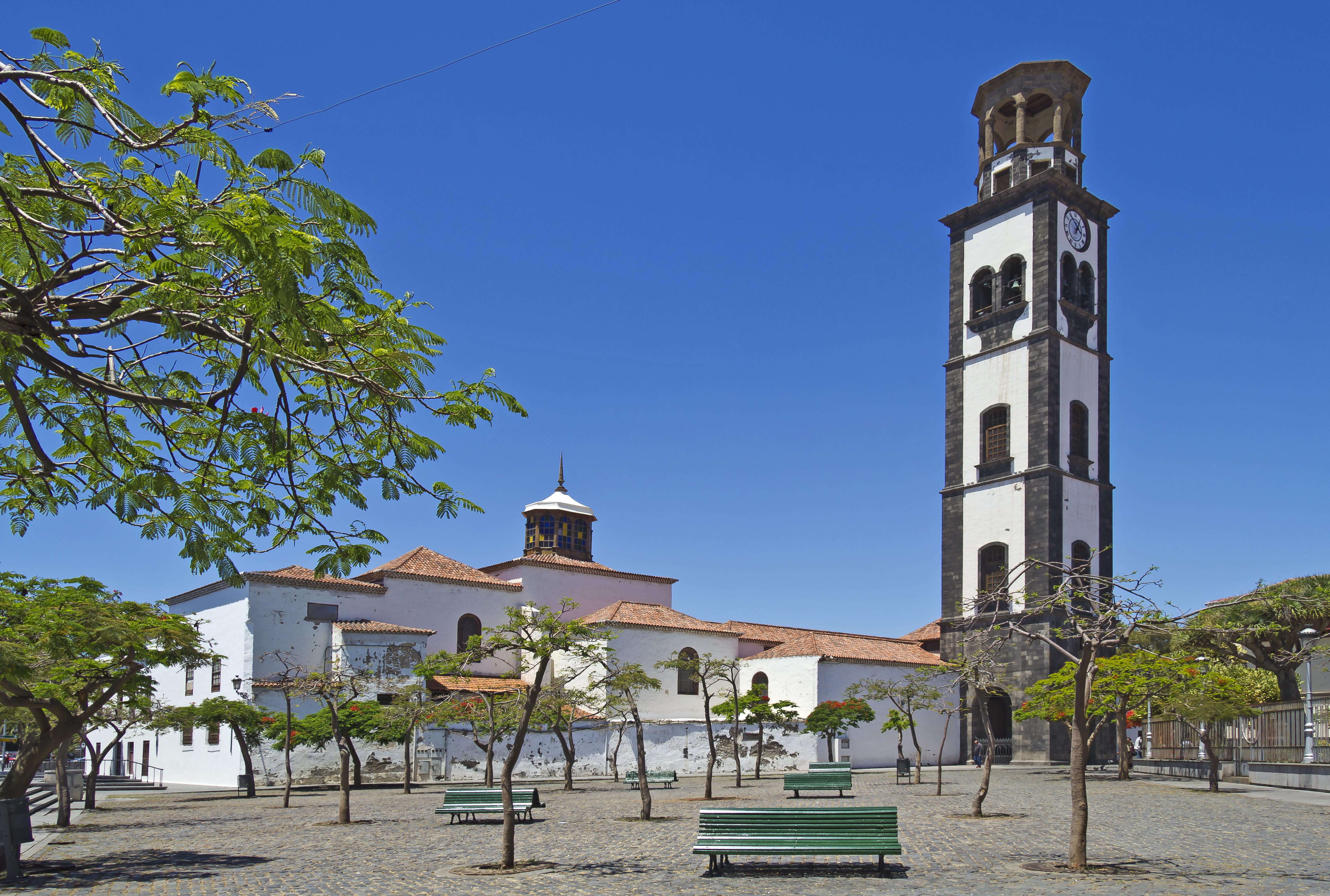
كنيسة الحبل بلا دنس

كنيسة الحبل بلا دنس (بالإسبانية: Parroquia Matriz de la Concepción) وهذه هي الكنيسة الرئيسية لمدينة سانتا كروث دي تينيريفه (جزر الكناري، إسبانيا). وتسمى شعبيًا باسم "كاتدرائية سانتا كروث دي تينيريفي" على الرغم من أنها لا تحمل رسميًا لقب كاتدرائية، إذ أن الكاتدرائية الرسمية في جزيرة تينيريفي هي كاتدرائية لا لاغونا.
عام 1500، كانت واحدة من أولى الكنائس التي بنيت في جزيرة تينيريفي. وقد بنيت هذه الكنيسة من قبل الإسبان عندما سقطت على الجزيرة حيث أسسوا مدينة في عام 1494. في عام 1652 وتم تدمير المعبد النار وإعادة بنائها في العام التالي. تم بناء برج الجرس في العام 1786. تجاور الكنيسة متحف الطبيعة والإنسان.